# Steinar Pedersen (akademiker)

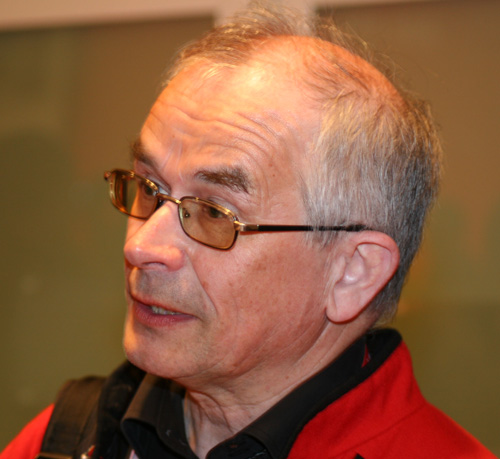
Steinar Pedersen

Steinar Pedersen, född 2 mars 1947 i Deatnu i Tana kommun i Norge, är en norsk politiker och historiker.
Steinar Pedersen utbildade sig till lärare vid Tromsø lärarskola där han tog examen 1970, varefter han tog kandidatexamen i historia och språk vid universitetet i Tromsø 1985. Han disputerade i historia vid universitetet i Tromsø 2006 på en avhandling om gränsöverskridande  samiska rättigheter till resursutnyttjande, Lappkodicillen, mellan Norge och dåvarande Sverige, senare Finland, under perioden 1751-1859.
Han verkade inom skolväsendet i Deatnu på 1970-talet och som forskare på dåvarande Nordiskt-samiskt institut i Kautokeino 1980-97 samt periodvis senare. Han ledde den arbetsgrupp som lade grunden för Samisk Naerings- og Utredningssenter i Tana på 1990-talet och var senare 2002-05 verksamhetsledare för centret och 2005-07 knuten till centret som rådgivare.
Steinar Pedersen har varit ledamot av statliga utredningar som Lakse- og innlandsfiskeutvalget 1984-87 och Samerettsutvalget 1994-97. Han var 1990-93 politisk rådgivare till kommunal- och arbetsmarknadsministern i samiska och nordnorska frågor. Åren 2000-01 var han under ett och ett halvt år statssekreterare i Kommunal- och regionaldepartementet till statsrådet Sylvia Brustad.
Inom politiken har han också medverkat som kommunfullmäktig 1982-87, ledamot av Finnmark fylketing 1995-99 och ledamot av Sametinget 1989-2005, bland annat som ordförande i dess kultur- och näringskommitté. Han var också suppleant i Stortinget för Arbeiderpartiet 1993-97. Han var styrelsemedlem, och under en period viceordförande, i  Norske Samers Riksforbund 1984-88.
Steinar Pedersen var augusti 2007 - augusti 2011 rektor vid Samiska högskolan i Kautokeino. Han bor i Polmak i Tana kommun.